# Bocuse d'Or

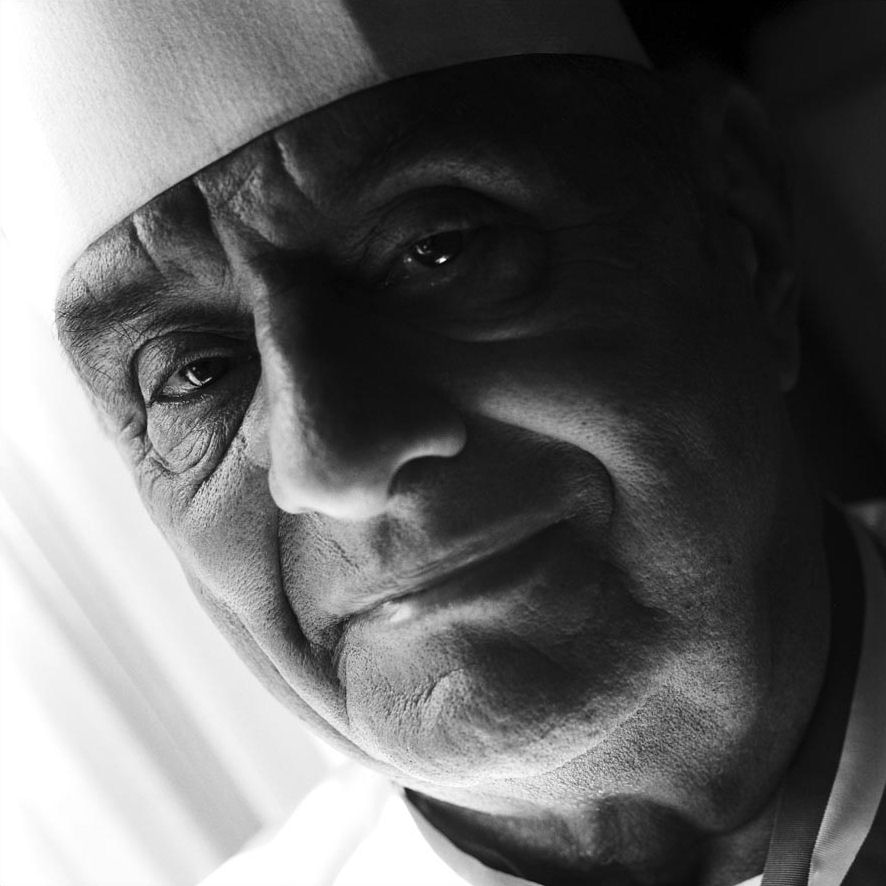
Paul Bocuse, presidente fundador del Bocuse d'Or.

El Bocuse d'Or (el Concours mondial de la cuisine, concurso mundial de la cocina) es un campeonato bienal de cocineros. Nombrado así por el chef Paul Bocuse, el encuentro tiene lugar durante dos días a finales de enero en Lyon, Francia en la convención internacional gastronómica bianual SIRHA, y es la competición de cocina más prestigiosas del mundo.
Este concurso es mencionado frecuentemente como el equivalente culinario de los Juegos Olímpicos, aunque la Exhibición Internacional de Arte Culinario que se celebra en Alemania está titulada de manera más oficial como las Olimpiadas Culinarias, y los eventos están separados por un periodo de cuatro años, al igual que los Juegos Olímpicos.

## Historia
Basado en un evento llevado a cabo por primera vez en 1983, cuando el Salon des Métiers de Bouche (Exhibición del Sector Culinario y Feria de Comercio, nombrado después Salon international de la restauration de l'hôtellerie et de l'alimentation, SIRHA) tomó lugar en Lyon como "una exhibición organizada por profesionales para profesionales". Paul Bocuse, presidente honorario designado de la exhibición, concibió la idea de que una competición culinaria tomara lugar durante la exhibición, con la preparación de todos los platos en vivo en frente de la audiencia. Ya había varios concursos de gastronomía en existencia, sin embargo ninguno de ellos mostraba una "presentación en vivo" y en consecuencia no se podría ver realmente el trabajo realizado en las cocinas de los restaurantes de los cocineros.
El primer Bocuse d'Or tomó lugar en enero de 1987. El SIRHA, habiendo crecido para convertirse una de las mayores y más sofisticadas ferias de comida y arte culinario en el mundo, también organiza otros concursos de habilidad culinaria, incluyendo la Coupe du Monde de la Pâtisserie (Copa del Mundo de la Pastelería) y en recientes años, el Mondial du Pain (Mundial del Pan).
La atmósfera de la audiencia del Bocuse d'Or evolucionó en 1997 cuando el apoyo para el candidato mexicano incluyó un mariachi, sirenas, cencerros, aplausos y gritos desde las gradas, lo que marcó el inicio de una tradición de una presencia ruidosa de los espectadores. Al principio, a la nación campeona en curso no se le permitía participar en el concurso siguiente, pero esa regla fue removida después del evento de 1999 cuando Francia estaba compitiendo y no ganó el oro por primera vez.
Francia, el invariable equipo local, ha ganado el oro en siete ocasiones, mientras que Bélgica, Noruega y Suecia han finalizado consistentemente en uno de los tres primeros lugares. Léa Linster de Luxemburgo se volvió la primera mujer en ganar en 1989, y Rasmus Kofoed de Dinamarca se volvió el primer medallista múltiple con bronce en 2005 y plata en 2007, y la medalla de oro en 2011. El equipo estadounidense nunca se ha colocado más alto que el sexto lugar en 2003 y 2009, mientras que la mayor posición de un cocinero de América del Norte es el cuarto lugar del canadiense Robert Sulatycky en 1999.
El Bocuse d'Or de 2007 fue representado en la película documental El Pollo, el Pez, y el Cangrejo Real. El esfuerzo de Estados Unidos hacia el Bocuse d'Or de 2009 es el tema del libro Knives at Dawn.

### Semifinales
Después de su 20º aniversario, el formato fue expandido, con el primer concurso Bocuse d'Or Asia tomando lugar en mayo de 2008 en Shanghái y Bocuse d'Or Europa en julio de 2008 en Stavanger. Los ganadores inaugurales fueron Yasuji Sasaki de Japón y Geir Skeie de Noruega, respectivamente. Skeie went on to win the 2009 world final.
La competición inaugural Bocuse d'Or USA tomó lugar en Epcot en septiembre de 2008, y un esfuerzo intensificado siguió con el equipo de Estados Unidos provisto con un presupuesto de preparación cercano a 500 000 dólares previo a las finales de 2009, citando que muchas naciones europeas ocasionalmente tienen presupuestos mayores a un millón de dólares. El equipo estadounidense fue representado por Timothy Hollingsworth, entonces sous-chef en The French Laundry, entrenado por Roland Henin. Paul Bocuse dijo, "Espero que [el equipo estadounidense] gane porque realmente quisiéramos que esta competición cruzara el Atlántico". Finalmente, Hollingsworth también obtuvo el sexto lugar.
El Bocuse d'Or USA 2010 tuvo lugar en febrero de 2010 en el Culinary Institute of America en Hyde Park, Nueva York. El ganador fue James Kent que representó al equipo estadounidense en Lyon en 2011, que finalmente terminó en décimo lugar. The Bocuse d'Or Asia 2010 was again arranged in Shanghai in March 2010, won by the Malaysian all-women team of See Lay Na. El Bocuse d'Or Europa 2010 llevado a cabo en Ginebra en junio de 2010 fue ganado por el previamente medallista de bronce y plata, el danés Rasmus Kofoed, quien llegó a la victoria en la final mundial de 2011.
Previo al Bocuse d'Or 2013, la final regional del Bocuse d'Or USA se llevó a cabo en enero de 2012 nuevamente en el Culinary Institute of America, y Richard Rosendale se volvió el concursante seleccionado de los Estados Unidos, mientras que el Bocuse d'Or Europa fue llevado a cabo en Bruselas en marzo de 2012, el cual fue ganado por el cocinero noruego Ørjan Johannessen. El Bocuse d'Or Asia tuvo lugar en 2012, nuevamente en Shanghái, y fue ganado por Yew Eng Tong que representó a Singapur.

### Críticas
Para el Bocuse d'Or 2005, la delegación española había elegido una presentación innovador inspirada por motivos de Salvador Dalí, para el plato de pescado una vasija de servir con la forma de un huevo de vidrio de un metro, como parte de una campaña ambiciosa con un costo de casi 1 millón de euros para obtener un buen resultado en la competición. Sin embargo, el candidato español finalizó en el penúltimo lugar (una razón citada era que el plato caliente producía tal condensación al interior del huevo que los jueces eran incapaces de ver la presentación), lo que produjo reacciones acaloradas por parte de la delegación española quien llamó al jurado como anticuado y desactualizado, y de miembros de los medios de comunicación españoles quienes declararon que el chovinista jurado despreciaron la creatividad de la cocina española y llamaron al Bocuse d'Or una competición para bufé y cáterin.
La controversia surgió durante el Bocuse d'Or 2007, cuando hubo alegatos de trampa en contra del cocinero ganador Fabrice Desvignes debido a la entrega tardía de dos contenedores de metal, lo que dio lugar a reclamaciones sobre que contenían ingredientes precocinados preparados. Un director del concurso respondió que los contenedores fueron entregados a Desvignes dos minutos antes de que iniciara su labor debido a que la nieve había retrasado su llegada por la noche, y estos contenían cubertería y foie gras, no prohibidos por las reglas. Dos días después, el diario alemán Die Welt publicó el artículo «Gourmet-Skandal: Ist der weltbeste Koch wirklich ein Franzose?» («Escándalo Gourmet: ¿Es el mejor cocinero del mundo realmente un francés?»), que ofreció el testimonio del asistente de cocinero alemán Khabbaz Hicham quien describió a cuatro hombres que llevaron cajas negras con ingredientes preparados y semipreparados, una hora y treinta minutos dentro de la competencia. La controversia llevó a enmiendas a las reglas para futuras competiciones del Bocuse d'Or, con la adición de un comité supervisor de la cocina para controlar los productos y el equipo de los candidatos.
El equipo estadounidense tampoco llegó a las finales en 2007, con la desafortunada experiencia del candidato Gavin Kaysen. Tras presentar su segundo plato, una ballotine de pollo en forma de rueda, con hígado de pollo, foie gras y cangrejo de río Luisiana, se descubrió que un lavaplatos francés había comido dos de las guarniciones previstas con la creencia de que la comida sería rechazada. Kaysen terminó en el decimocuarto lugar.

## Competición
El formato de calificación ha tenido cambios alrededor de los años, con un esquema reestructurado antes del Bocuse d'Or 2009. 24 países compiten en las finales mundiales, habiendo conseguido su entrada a través de diferentes medios: Los mejores 12 finalistas del Bocuse d'Or Europa califican, de un grupo de 20 naciones; los 4 mejores finalistas del Bocuse d'Or Asia califican, de un grupo de 12 naciones; los mejores 3 finalistas de la competición Copa Azteca Latin American califican, de un grupo de 12 naciones. Además 3 participantes son seleccionados a partir de solicitud nacional, así como 2 selecciones comodines.
Cada equipo consiste en 2 cocineros, un cocinero líder, y un cocinero commis/asistente que debe ser menor de 22 años de edad al momento de la competición. El equipo tiene 5 horas y 35 minutos para preparar dos presentaciones elaboradas, un plato de carne y uno de pescado. El evento toma lugar en un "teatro culinario" abierto, hay cocinas completamente equipadas alineadas una al lado de otra, mirando hacia un área para el jurado, miembros de la prensa y audiencia, con un número de espectadores limitado a cerca de 1000 personas. A partir de la competición de 2009, se le permite a un entrenador designado localizado en el exterior del área de la cocina comunicarse con el equipo. También a partir de 2009, inspectores controlan el equipo y los productos de la zona detrás del escenario, como que los vegetales no pueden estar pre-cortados, aunque los equipos pueden pre-pelar ajo, repartir en porciones aceite, sal, harina y otros ingredientes, y llevar fondos hechos con antelación.
El jurado consiste en 24 renombrados jueces de cocina que hacen sus evaluaciones basados en el nivel de perfección de la presentación, en términos de habilidad técnica, sofisticación de cocina, creatividad y belleza visual. El jurado es dividido en dos grupos de 12, cada mitad para juzgar ya sea el plato de pescado o el de carne. La calidad de la comida determina dos tercios de la puntuación, 40 puntos; la presentación determina 20 puntos. En el caso de un empate, otros 20 puntos serán recompensados basado en factores como la organización, trabajo de equipo, limpieza y falta de desechos. Los jueces han incluido a Heston Blumenthal, Ferran Adrià, Wolfgang Puck, Eyvind Hellstrøm, Thomas Keller y ganadores previos como Fabrice Desvignes, Mathias Dahlgren y Léa Linster.

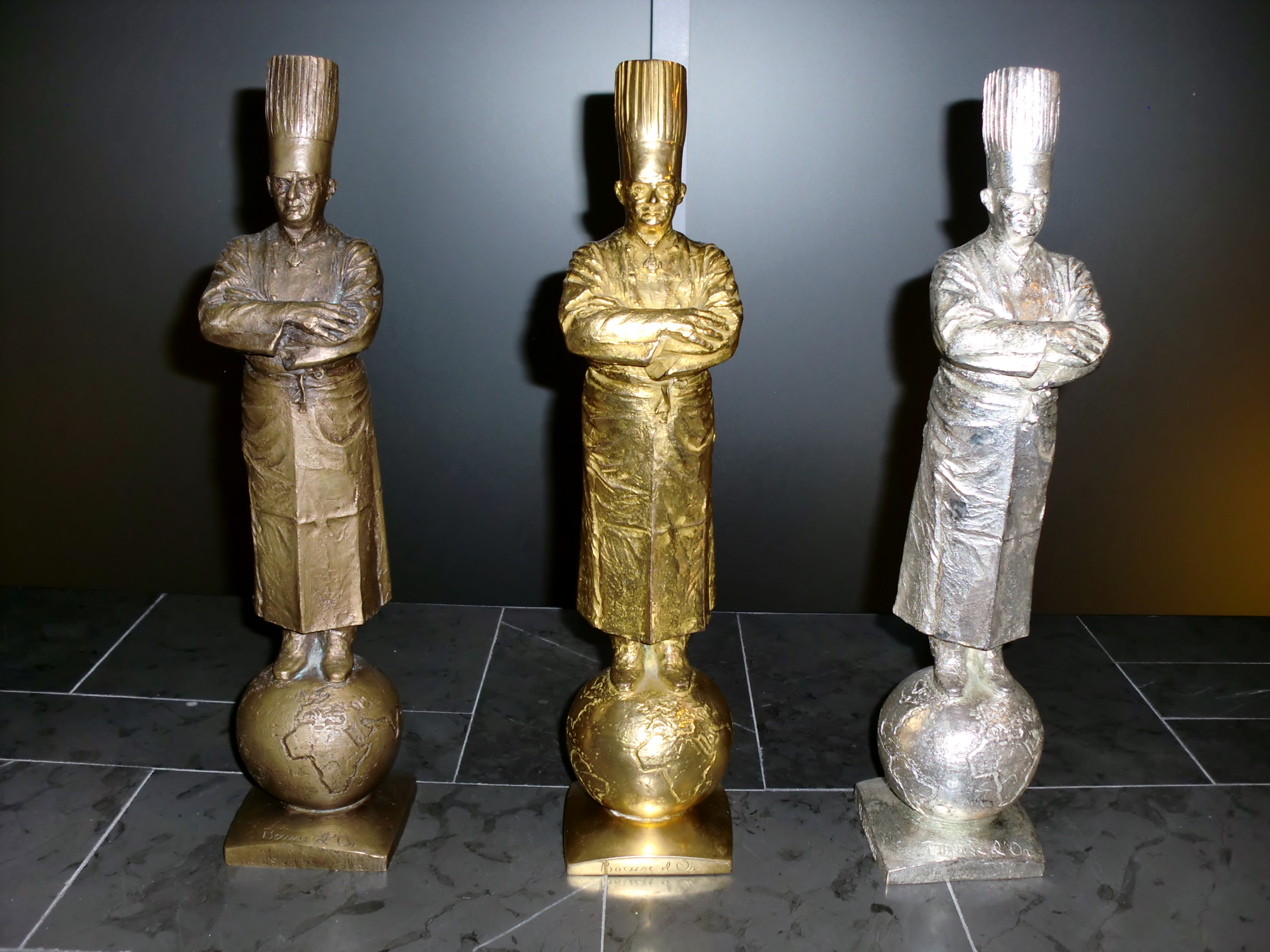
Los trofeos Bocuse d'Or.

El cocinero con la mayor puntuación global es premiado con el trofeo Bocuse d'Or, una efigie dorada de Paul Bocuse en su atuendo de cocinero, y recibe el gran premio de €20 000. El medallista de plata recibe €15 000, y el de bronce recibe €10 000. Se consiguen premios adicionales para los mejores platos de pescado y carne, mejor identidad nacional culinaria, mejor aprendiz y mejores carteles.

### Cambios de reglas de 2013
Previo al evento de 2013, fue anunciado un conjunto de alteraciones a las reglas en noviembre de 2012. En contraste con los años previos cuando los temas de pescado y carne eran anunciados seis meses previos a las finales, el anuncio del tema del pescado fue retenido hasta dos meses antes de la competición para "animar a los cocineros para mostrar incluso más creatividad y espontaneidad". En esta ocasión, otros cambios fueron anunciados en relación con los condimentos permitidos, que "en la víspera del concurso, los candidatos tendrán 30 minutos para elegir frutas y verduras de temporada del mercado de los cinco continentes" lo que resulta en preparar dos de las tres guarniciones en la competencia, y la tercera guarnición sería "típica de los respectivos países de los candidatos", con el propósito de "resaltar las diferentes herencias culinarias nacionales y fomentar la diversidad".
Otros cambios describen el que los candidatos con su entrenador y aprendiz, habiendo adquirido los ingredientes, "tendrán una hora para diseñar y anotar la receta para su plato". Finalmente, las competencias se alejan del gran formato de presentación en bandeja de años previos ya que los candidatos esta vez deben preparar 14 platos, "para permanecer cercanos al actual ambiente de un restaurante".

## Bocuse d´Or Spain Team
En 2013 se presentó el nuevo equipo español, siendo la Selección española de cocina profesional la única organización designada por la dirección mundial del concurso la representante española oficial, presentándose la iniciativa en la Cátedra Ferran Adrià de la Universidad Camilo José Cela, con la Presidencia del cocinero toledano Adolfo Muñoz. El chef candidato por España es Alberto Moreno, que ganó el certamen nacional convocado por la selección española, según la normativa internacional del concurso.
El Bocuse d´Or Spain Team está compuesto por:
Competidores: Alberto Moreno (Candidato), Nicolás Chica (Commis), Presidente: Adolfo Muñoz, Entrenador: Jesús Almagro, Gerente de Promoción: David Basilio, Comisión Bocuse d´Or España 2014-15: Sergio Fernández (Director Técnico), Marianela Olivares (Mánager de Training), José Manuel Iglesias (Gerente Ejecutivo), Comisión Asesora Bocuse d´Or: Juan Pozuelo, Paco Rubio, Koldo Royo, Juan Andrés Morilla, Montserrat de la Torre, Juan Pablo Felipe, Ernesto Hinojal, Tony Pérez, Antonio Gras, María Luisa Lesma, Ana Acín, Pablo López Márquez, Karmen Garrido, Jordi Bordas, Evarist Miralles.

## Medallistas

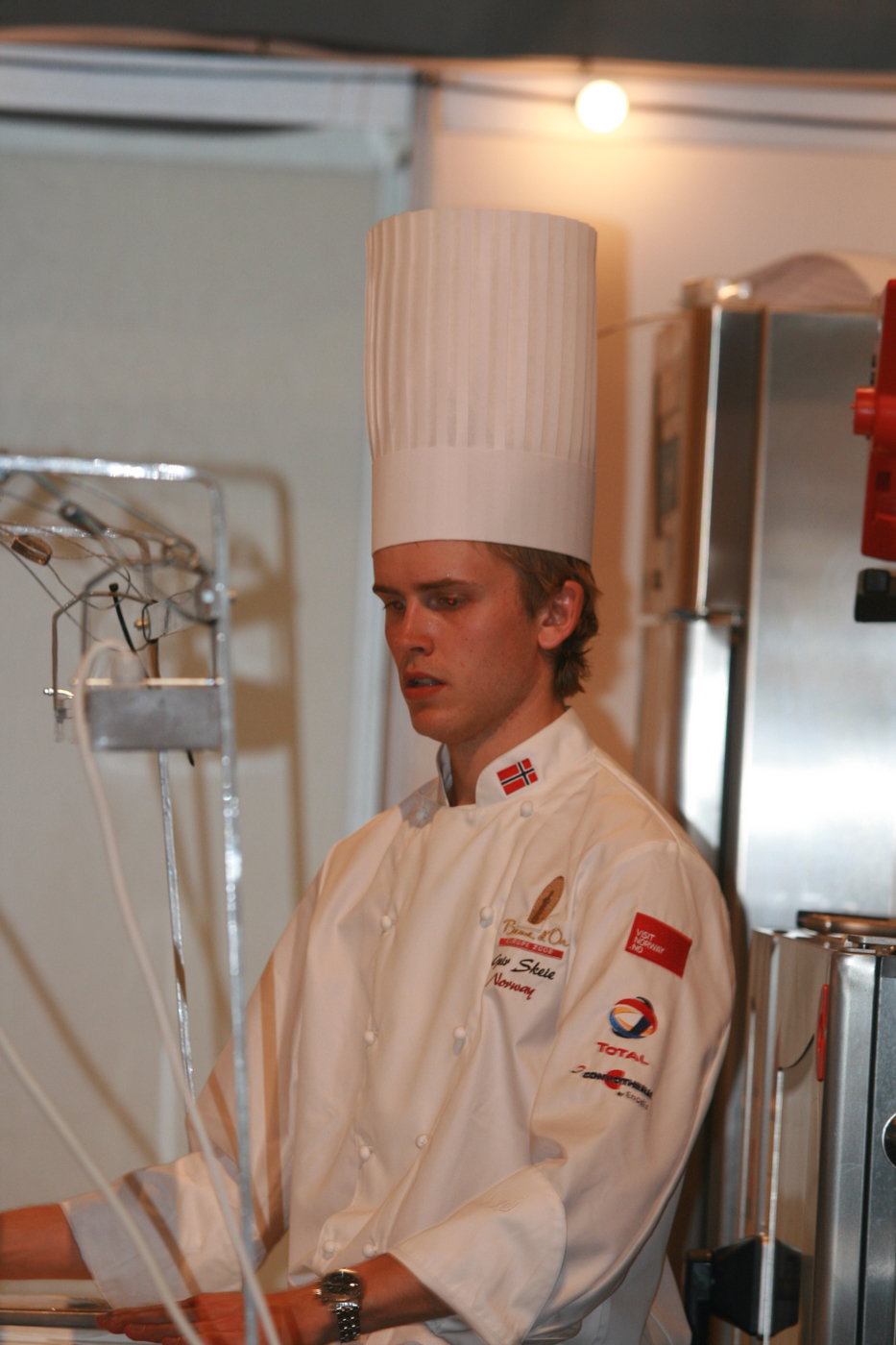
Geir Skeie, ganador del Bocuse d'Or Europa 2008 y Bocuse d'Or 2009.

| Año  | Bocuse de oro     | Bocuse de plata      | Bocuse de bronce    |
| ---- | ----------------- | -------------------- | ------------------- |
| 1987 | Jacky Freon       | Michel Addons        | Hans Haas           |
| 1989 | Léa Linster       | Pierre Paulus        | William Wai         |
| 1991 | Michel Roth       | Lars Erik Underthun  | Gert Jan Raven      |
| 1993 | Bent Stiansen     | Jens Peter Kolbeck   | Guy Van Cauteren    |
| 1995 | Régis Marcon      | Melker Andersson     | Patrick Jaros       |
| 1997 | Mathias Dahlgren  | Roland Debuyst       | Odd Ivar Solvold    |
| 1999 | Terje Ness        | Yannick Alleno       | Ferdy Debecker      |
| 2001 | François Adamski  | Henrik Norström      | Hákon Már Örvarsson |
| 2003 | Charles Tjessem   | Frank Putelat        | Claus Weitbrecht    |
| 2005 | Serge Vieira      | Tom Victor Gausdal   | Rasmus Kofoed       |
| 2007 | Fabrice Desvignes | Rasmus Kofoed        | Frank Giovannini    |
| 2009 | Geir Skeie        | Jonas Lundgren       | Philippe Mille      |
| 2011 | Rasmus Kofoed     | Tommy Myllymäki      | Gunnar Hvarnes      |
| 2013 | Sergio(El Gonza)  | Jeppe Foldager       | Noriyuki Hamada     |
| 2015 | Ørjan Johannessen | Philip Tessier       | Tommy Myllymäki     |
| 2017 | Mathew Peters     | Christopher Davidsen | Viktor Andrésson    |